# Asparagus minutiflorus
Asparagus minutiflorus — вид рослин із родини холодкових (Asparagaceae).

## Біоморфологічна характеристика
Це прямовисний кущ 30–50 см заввишки. Стебла і гілки шершаві на ребрах. Шипи на головних стеблах 5–11 мм завдовжки, загнуті вгору чи вниз; шипики під гілочками 1 мм завдовжки. Кладодії в пучках по 8–10, тонкі, ниткоподібні чи трикутні, шершаві, 8–10 мм завдовжки, загострені на верхівці. Квітки поодинці чи попарно розташовуються вздовж стебла і гілок. Листочки оцвітини білі, ≈ 2 мм завдовжки. Тичинки з помаранчевими або жовтими пиляками. Ягода червона, 6–7 мм у діаметрі.

## Середовище проживання
Ареал: Мозамбік, Свазіленд, ПАР.
Населяє відкриті ліси.